# Crn wrw
Crn Wrw (maced. Црн Врв, alb. Maja e Zezë, sch. Црни врх/Crni vrh) – szczyt w górach Szar Płanina. Leży na granicy między Macedonią Północną a Kosowem.